# Futungo de Belas
Futungo de Belas – miasto w Angoli, w prowincji Luanda.